# Lehtosaari (ö i Norra Savolax, Nordöstra Savolax, lat 62,95, long 28,48)
Lehtosaari är en ö i Finland. Den ligger i sjön Kaavinjärvi och i kommunen Kaavi i den ekonomiska regionen  Nordöstra Savolax ekonomiska region  och landskapet Norra Savolax, i den centrala delen av landet, 400 km nordost om huvudstaden Helsingfors. Öns area är 46,2 hektar och dess största längd är 1,1 kilometer i nord-sydlig riktning.